# Hydrobates pelagicus
El paíño europeo (Hydrobates pelagicus) es una especie de ave procelariforme de la familia Hydrobatidae propia del Atlántico y el Mediterráneo. Durante mucho tiempo fue considerada la única especie del género Hydrobates. Es un ave pelágica del tamaño de un gorrión, de plumaje oscuro, salvo el obispillo y una franja que le recorre la cara inferior de las alas, que son blancos. Se alimenta de peces pequeños, zooplancton, crustáceos, calamares, medusas y carroña. A pesar de su tamaño es un ave longeva (al igual que los demás integrantes de su familia) con una media de 11 años de vida pero que puede llegar a vivir hasta 33 años.

## Taxonomía
Los paíños (Hydrobatidae) son una de las cuatro familias principales del orden Procellariiformes, junto a Diomedeidae (albatros), Procellariidae (petreles y pardelas) y Pelecanoididae (poyuncos). Esta familia de aves marinas forma un grupo antiguo que se separó pronto del resto de procelariformes, aunque el pobre registro fósil existente registra especímenes datados solamente de finales del Mioceno (11,6–5,3 millones de años). La familia Hydrobatidae a menudo se divide en dos subfamilas: Oceanitinae (principalmente del hemisferio sur) y la norteña Hydrobatinae; aunque los análisis genéticos de secuencias de ADN del Citocromo b indican que deberían tratarse como familias separadas. El paíño europeo es el único miembro del género Hydrobates, el resto de miembros de Hydrobatinae se clasifican en Oceanodroma, aunque el paíño menudo anteriormente se clasificaba en su propio género Halocyptena. Las relaciones entre los miembros de Hydrobatinae son complejas y no resueltas completamente, y se ha sugerido que todos ellos podrían ser incluidos en un género Hydrobates amplidado.
El paíño europeo fue descrito por Carlos Linneo en su obra Systema naturae de 1758, con el nombre de Procellaria pelagica. Fue trasladado al género Hydrobates por Friedrich Boie en 1822. Su nombre científico deriva del griego; su género, Hydrobates, es la combinación de los términos hudro, agua, y bates, «que sube o monta», y su nombre específico, pelagicus, procede de pelagikos, «del mar». Se reconocen dos subspecies, la subespecie nominal del Atlántico, H. p. pelagicus (Linnaeus, 1758), y la subespecie mediterránea H. p. melitensis (Schembri, 1843). Aunque hay algo de separación genética entre ambas formas, no se considera suficiente para separarlas como especies diferentes.

## Descripción

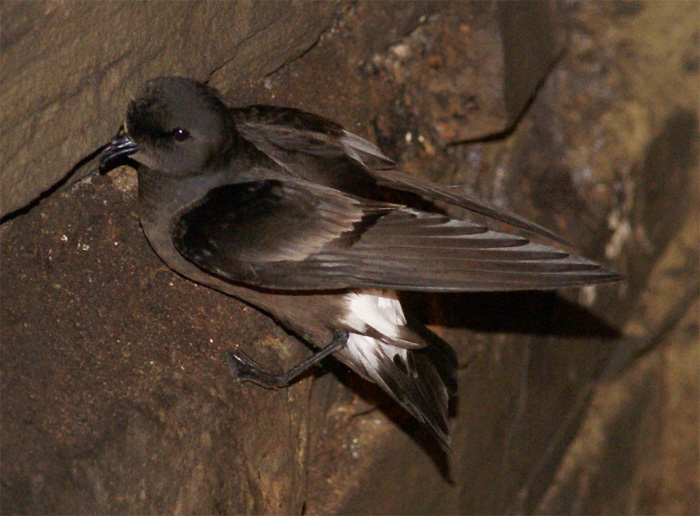
Ejemplar en Mousa, en las Shetland.

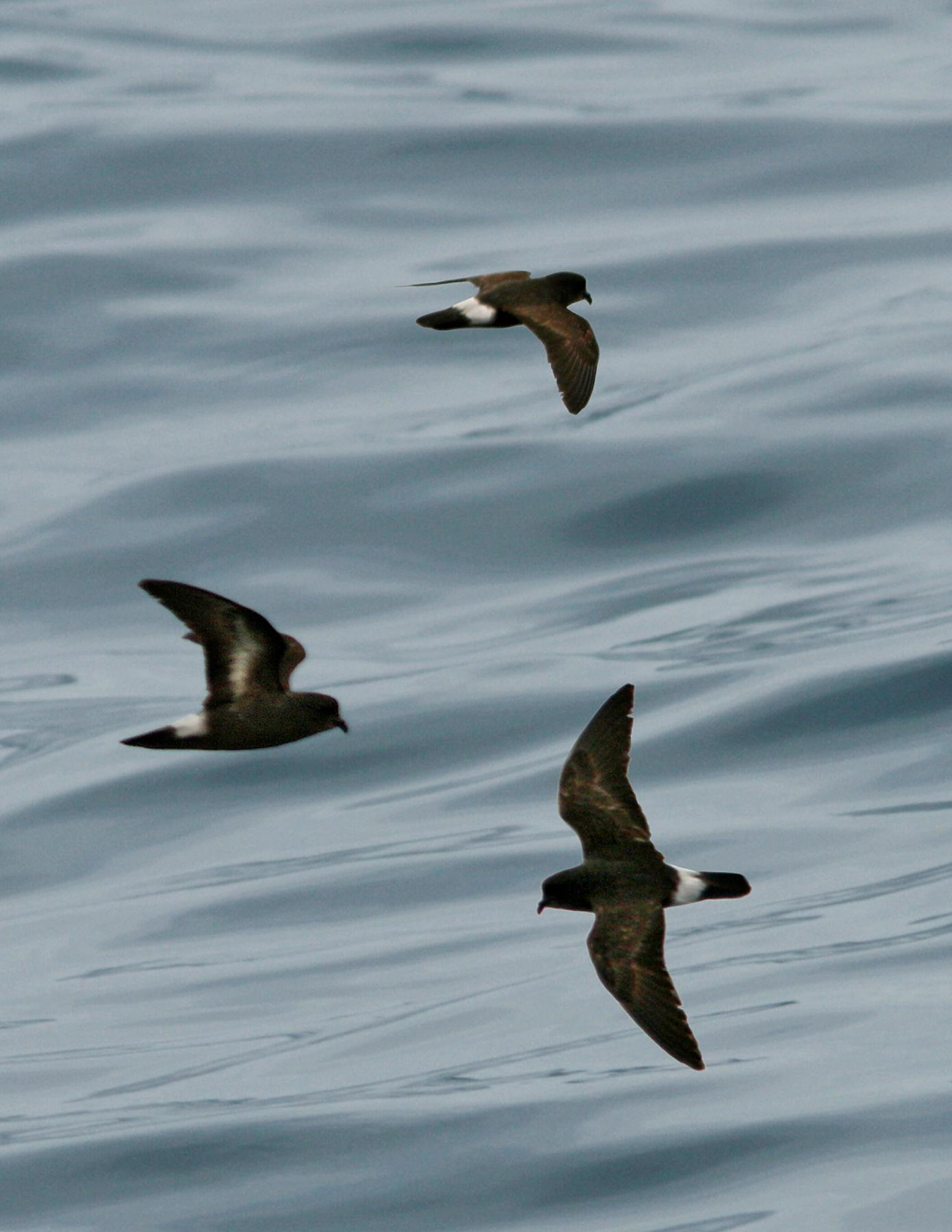
Los paínos pasan la mayor parte de su vida en el mar.

El paíño europeo es un ave marina pequeña, que mide entre 14 y 18 cm de largo y tiene una envergadura alar de 36–39 cm. Pesa entre 20 y 38 g, con una media de 28 g. Su plumaje es todo negro, salvo la mancha blanca que ocupa su obispillo y la base de su cola, y las anchas bandas blancas bajo las alas. Su cola tiene el borde cuadrado. Los juveniles con plumaje nuevo también muestran una lista fina en la parte superior de las alas. Su plumaje se vuelve pardo oscuro más que negro a medida que se va desgastando. No hay diferencias obvias entre los sexos, aunque al menos en la subespecie mediterránea los individuos capturados pueden ser sexados usando una fórmula, que consiste en multiplicar la longitud del ala por la longitud de la banda blanca del obispillo, las hembras suelen ser ligeramente mayores y tienen la banda blanca del obispillo más larga que los machos. La subespecie mediterránea tiene de media las alas más largas y el pico más robusto en comparación con la subespecie nominal, pero ni la subespecie ni el sexo puede ser determinados simplemente avistando a los individuos en el mar.
La muda de las plumas es prolongada como en todos los procelariformes, ya que debe hacerse manteniendo su capacidad de volar. Las poblaciones septentrionales realizan su cambio de plumas después que los del sur, lo que demuestra que su temporada de cría empieza más tarde. Los individuos de una colonia de cría de Gales comienzan su muda a principios de agosto, mientras que las poblaciones de la península ibérica y Baleares la empiezan en julio y mediados de junio, respectivamente. Las aves reproductoras mudan después de las que no crían.
Los paíños tienen un gran bulbo olfatorio lo que facilita su sentido del olfato, y las propias aves desprenden un olor rancio característico que ayuda a los investigadores a localizar sus colonias de cría. Los paíños se reconocen individualmente por el olor de su cuerpo y pueden usar el olfato para localizar su nido en la oscuridad.
Su vuelo se parece al de los murciélagos, con planeos entre series cortas de aleteos. Cuando se alimentan se ciernen con las alas desplegadas tocando la superficie del agua con las patas, pero a diferencia del paíño de Wilson, no avanzan como si caminaran sobre el agua. Los paíños a veces se posan sobre el agua. Los paíños, como otros de sus parientes, no pueden caminar bien sobre tierra, pero se arrastran desplazándose sobre los tarsos; y cuando hay suficiente espacio aletean para apoyarse sobres sus dedos.
El paíño europeo se distingue de sus parientes del Paleártico occidental por la lista blanca bajo sus alas y su característico vuelo ondulante. Además en comparación con el paíño boreal, paíño de Madeira, y el recientemente descrito paíño de Monteiro, es más pequeño, más oscuro, tiene las alas más cortas y la cola de terminación cuadrada. El paíño de Wilson carece de listas bajo las alas, y tiene las patas más largas por lo que cuando vuela sus pies se ven en prolongación de su cola.

### Sonidos
En su exhibición aérea el paíño europeo emite llamadas que consisten en varias repeticiones de un rápido ter-chik terminado en un trino (una rápida alteración de notas). Estos parloteos intermitentes son muy variables en tono, énfasis y longitud. Ambos sexos emiten llamadas que usan como anuncio a la pareja, para el reconocimiento de ambos y en el vuelo de cortejo. Los detalles de la vocalización varían geográficamente, como entre la población del Atlántico y la del Mediterráneo, y los paíños reconocen las llamadas de su propia área de cría. El parloteo de la subespecie del Mediterráneo es característico. Tiene dos notas juntas y un elemento final que a veces se dobla. Los paíños generalmente son silenciosos cuando están en el mar, pero a veces emiten graznidos. Los machos emiten un ronroneo de tipo arrr-r-r-r-r-r-r… que termina en un chikka áspero cuando están en el nido que fue descrito por Charles Oldham. Emiten otros sonidos como un rápido wick-wick-wick, que emiten en vuelo, o una llamada de alarma de tipo up-cherrk que se parece a su graznido. Sus polluelos pían con una llamada de tipo pii-pii-pii cuando se les alimenta, y tanto los jóvenes como los adultos usan una versión más rápida como muestra de angustia.

## Distribución y hábitat

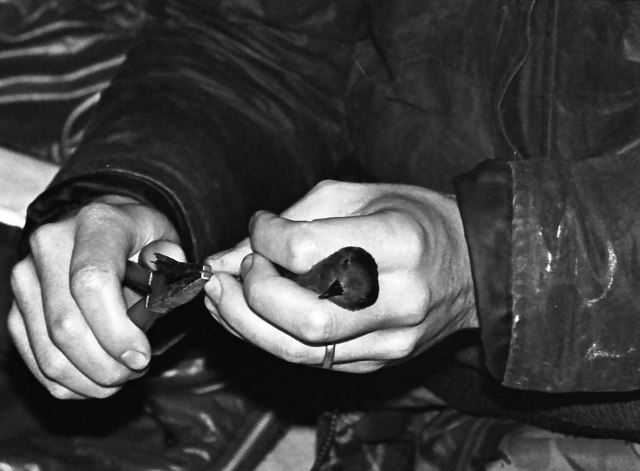
Anillado en Cabo Wrath.

Los paíños europeos crían solo en el Paleártico occidental en islas costeras del Atlántico europeo y el Mediterráneo. Las colonias más grandes están en las islas Feroe (150.000-400.000 parejas), Reino Unido (20.000-150.000), Irlanda (50.000-100.000) e Islandia (50.000-100.000), con algunas áreas de cría menores junto a Noruega, Malta, la España peninsular, las islas Canarias, Italia, Francia y Grecia. Los cuarteles de la subespecie melitensis se encuentran en las islas de Filfla (Malta), Sicilia y las Baleares, con algunos emplazamientos más pequeños por el resto del Mediterráneo, incluidas las costas norteafricanas, especialmente en Túnez, y probablemente Argelia y Marruecos. A causa de sus hábitos nocturnos y las dificultades para acceder a algunos de los islotes en los que cría, su distribución reproductiva es poco conocida. Se descubrió una colonia en Lampedusa en 2009. Se han registrado paíños divagantes en varios países de europeos, llegando hasta Ucrania por el este, al igual que a Turquía, Israel, Líbano, y por el sur a la región de Guinea en África occidental durante la época de cría, y a los Estados Unidos por el oeste. Aunque no hubo avistamientos en Norteamérica durante tres décadas, tras el primer avistamiento en 1970, desde 2003 se han registrado casi anualmente en pequeña cantidad.
Los paíños crían en islas sin cubierta vegetal generalmente deshabitadas que visitan solo por la noche. Por otro lado visita aguas de profundidad media lejos de las zonas costeras, pero no más allá en océano abierto y profundo. En época de cría se encuentra principalmente entre las isotermas 10–25 °C de julio. En Europa raramente se ven desde tierra excepto en otoño.
Los paíños europeos son migratorios, y pasan el invierno del hemisferio norte en aguas frescas junto a las costas de Sudáfrica y Namibia, al sur de los 38° de latitud y al este de KwaZulu-Natal. Algunos paíños se quedan al norte del ecuador en los mares junto a Mauritania y Río de Oro, y unos pocos se quedan cerca de las islas donde se reproducen, especialmente en el Mediterráneo. Fuera de la época de cría son estrictamente pelágicos, aunque regularmente se avistan desde tierra en África occidental. Las aves jóvenes no regresan a las colonias de cría hasta su segundo o tercer año. La mayoría de los paíños se dirigen al sur desde las colonias de cría entre septiembre y noviembre, alcanzando África occidental a mediados de noviembre y el Atlántico sur a finales de año. El viaje de regreso empieza en abril, aunque hay registros más tardíos en los trópicos y más meridionales, que probablemente se trate de individuos subadultos que no van a criar ese año.

## Comportamiento

### Alimentación

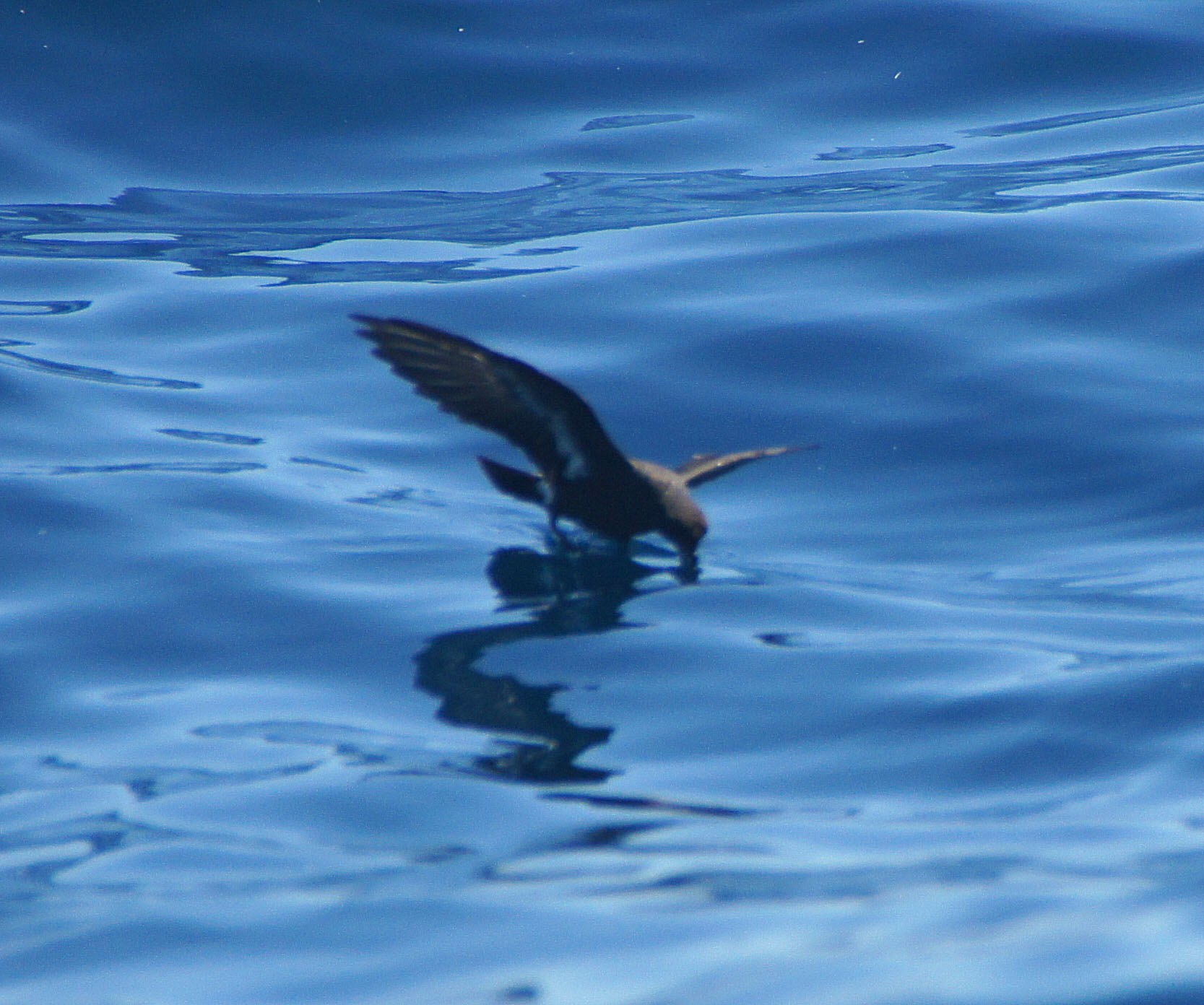
Paíño pescando junto a Ciudad del Cabo.

Los paíños europeos generalmente vuelan a menos de 10 metros sobre la superficie del mar y suelen alimentarse recogiendo las piezas de alimento con el pico mientras tocan la superficie con las patas. Se les ha observado zambulléndose para pescar a profundidades de no más de medio metro, aunque la subespecie mediterránea podría alcanzar profundidades de hasta 5 metros. Un paíño puede recorrer hasta 200 km durante dos o tres días para buscar alimento. Aunque los paíños generalmente se alimentan de día, en la época de cría a menudo se alimentan por la noche cerca de la costa.

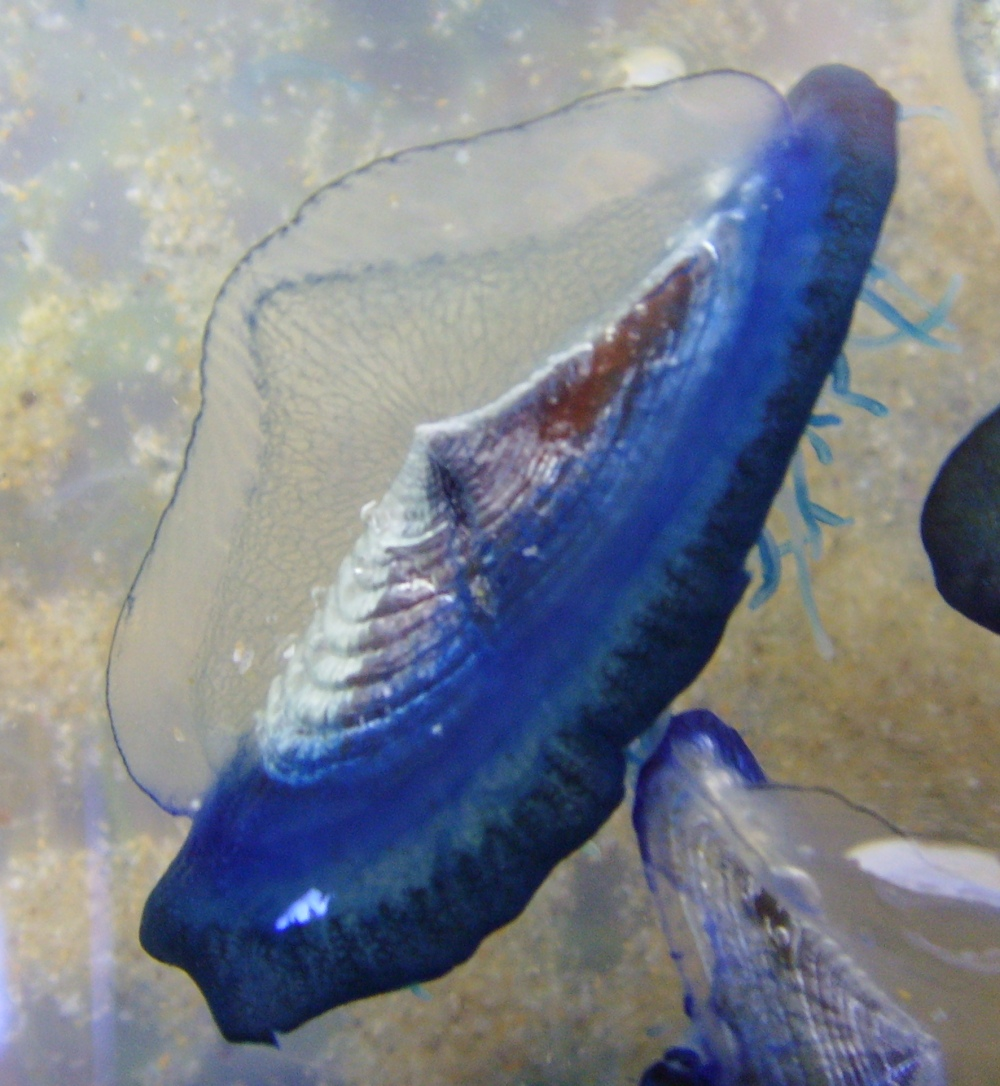
La vela de mar es una pequeña medusa que comen los paíños.

Sus presas típicas son organismos de la superficie como pequeños peces, calamares, crustáceos y medusas. Los paíños europeos también se alimentan de carroña y materias aceitosas, que suelen localizar por su olor, y pueden seguir a los barcos por sus despojos. En el Atlántico más de la mitad de su alimento consiste en zooplancton, y entre los peces que atrapan se incluyen pequeños arenques y espadines. También carroñean los cadáveres de ballena que encuentran por su olor. Durante su digestión el plancton es convertido rápidamente en un líquido oleoso naranja que debe su color a los Carotenoides. Las presas más grandes tardan más en digerirse. Producen un aceite, rico en vitamina A, en una glándula de su estómago. La dieta de la subespecie mediterránea se compone principalmente de peces, en particular de saltones. Los paíños también atrapan misidáceos de aguas cercanas a sus colonias de cría. En las piscifactorías de atún de aleta azul que se explotan en la isla de Filfla los paíños de la gran colonia local se alimentan del alimento de los atunes, una mezcla de pescado, calamares y camarones que forma una masa aceitosa considerable. Atrapan algunos insectos en pequeña cantidad cerca de sus colonias de cría, también consumen algunas materias vegetales, como semillas de pequeñas angiospermas como la acedera, que se han encontrado en sus estómagos. Con sus glándulas nasales eliminan el exceso de sal del agua marina que consumen en forma de una solución concentrada que excretan por las narinas.

### Reproducción
El paíño europeo alcanza la madurez sexual a la edad de 4–5 años, aunque la subespecie mediterránea generalmente cría un año antes que la atlántica. Crían en colonias y su época de cría empieza entre mayo y junio. Las parejas realizan repetidamente exhibiciones de vuelo por la noche en las que el macho persigue a la hembra, mientras emiten llamadas. Algunos paíños próximos a la edad adulta pueden emparejarse y ocupar un hueco en el mismo periodo antes de criar al año siguiente.
Los paíños normalmente anidan en grietas entre las rocas, o en madrigueras en el suelo. Cuando excavan su propio túnel aflojan la tierra con el pico y la sacan con las patas. Con menos frecuencia anidan en muros, bajo las construcciones o en las madrigueras de los conejos. A veces usan las madrigueras abandonadas u ocupadas de frailecillos y pardelas pichonetas, conejos u otras parejas de su propia especie. Cuando hay otros ocupantes, los paíños excavan un túnel lateral al que no puedan acceder las aves más grandes o los conejos y aunque una pareja de paíños comparta la entrada. Sin embargo los frailecillos y las pardelas a veces entran y destruyen el nido, o pueden matar a sus vecinos más pequeños. También usan sin reparos nidos artificiales de plástico colocados por los humanos para protegerles de los depredadores. Los paíños generalmente se emparejan de por vida y usan la misma cavidad año tras año.
Los túneles en los que anidan pueden medir entre 10–300 cm de largo y tener una anchura de 5–8 cm, con una entrada ligeramente más estrecha. La cámara del nido generalmente no está forrada con nada, aunque las parejas puedan traer algo de hierba, helechos o algas. Aunque los paíños generalmente no son territoriales cuando crían, una pareja defiende la propia cámara de su nido tras la puesta.

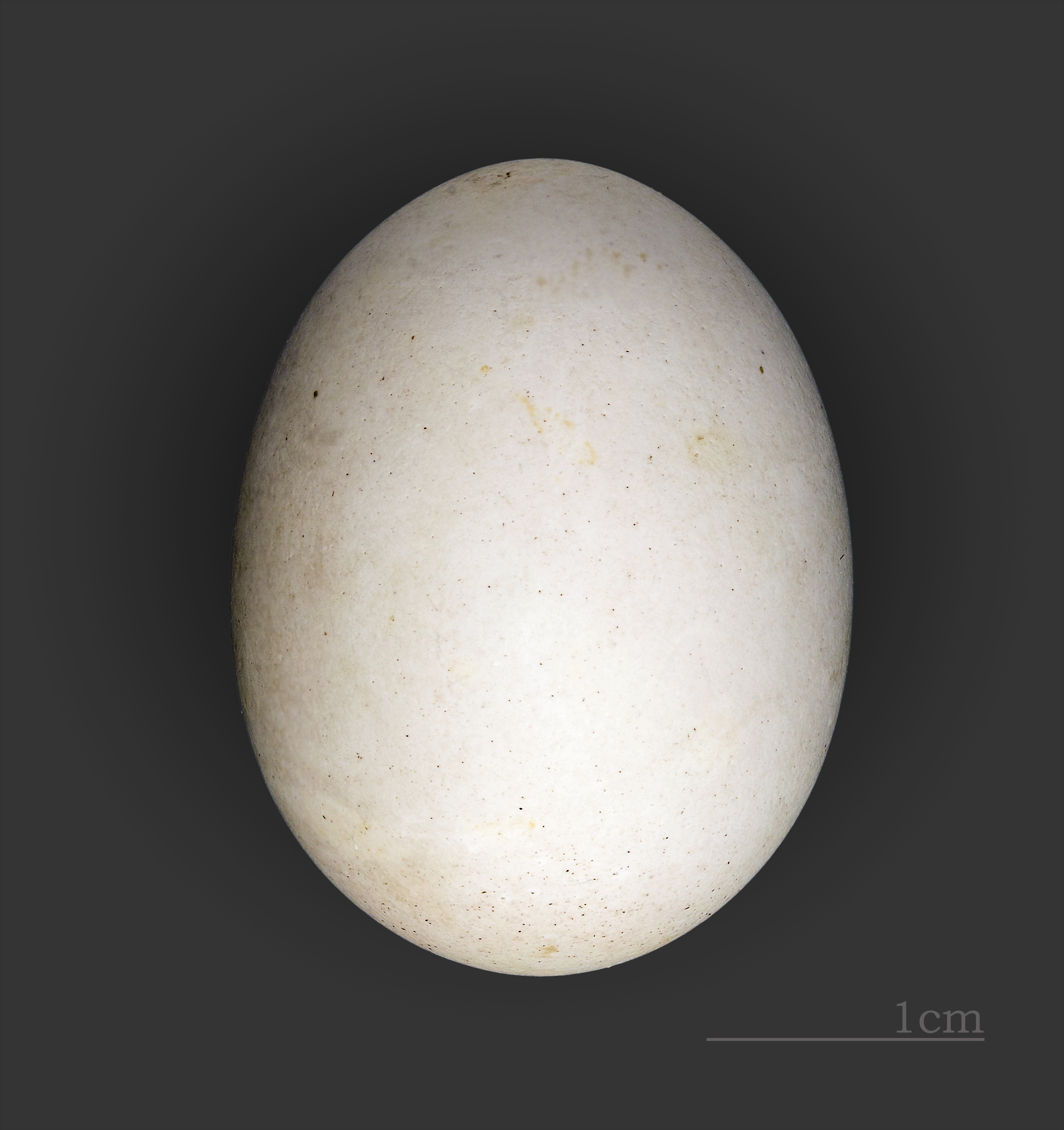
Huevo en la colección del Museo de Toulouse.

La puesta consta de un solo huevo, generalmente de color blanco puro, y a veces con algunas motas pardo rojizas que pronto desaparecen. El tamaño medio del huevo es de 28x21 mm, y pesa 6,8 g, de los cuales 6% corresponden a la cáscara. Si un huevo se echa a perder pronto, en raras ocasiones realizan una puesta de sustitución. Esto es muy raro para los procelariformes. Los huevos son incubados por ambos progenitores durante 38–50 días, los periodos más largos se producen cuando los huevos se enfrían por la ausencia de los padres. Por lo general un adulto pasa tres días sobre el huevo en cada turno mientras su pareja se alimenta en el mar. Los polluelos son altriciales y están recubiertos de plumón gris amarillento. Son alimentados por los dos miembros de la pareja mediante regurgitación del contenido oleoso de sus estómagos. Los adultos normalmente no se quedan con los polluelos después de la primera semana tras la eclosión, y los visitan solo para traerles comida. Después de unos 50 días, los polluelos son alimentados con menos regularidad, a veces con intervalos de varios días, y finalmente los padres dejan de acudir por completo un poco antes de que los jóvenes dejen el nido. Los polluelos se desarrollan por completo en unos 56–86 días, y no reciben ninguna ayuda de sus padres tras dejar el nido.
Los procelariformes tienen nidadas con menos huevos y periodos de incubación más largos y variables que los paseriformes con huevos del mismo tamaño, y se parecen más a los vencejos en estos factores de desarrollo. Los procelariformes y los vencejos por lo general tienen lugares de anidamiento seguros, pero sus fuentes de alimento no son regulares, en cambio los paseriformes tienen nidos vulnerables pero alimento por lo general más abundante. Además en el caso particular de los paíños europeos su temperatura corporal es casi 3 °C más baja que otras aves pequeñas, y por ello el período de incubación tiene que ser más largo.
Los paíños europeos adultos tienen una tasa de mortalidad anual del 12–13%, y su longevidad media es de 11 años. Los registros de longevidad establecidos mediante la recuperación de ejemplares anillados han descubierto un paíño con una edad de 31 años 11 meses y 9 días, y otro con más de 33 años.

## Depredadores y parásitos

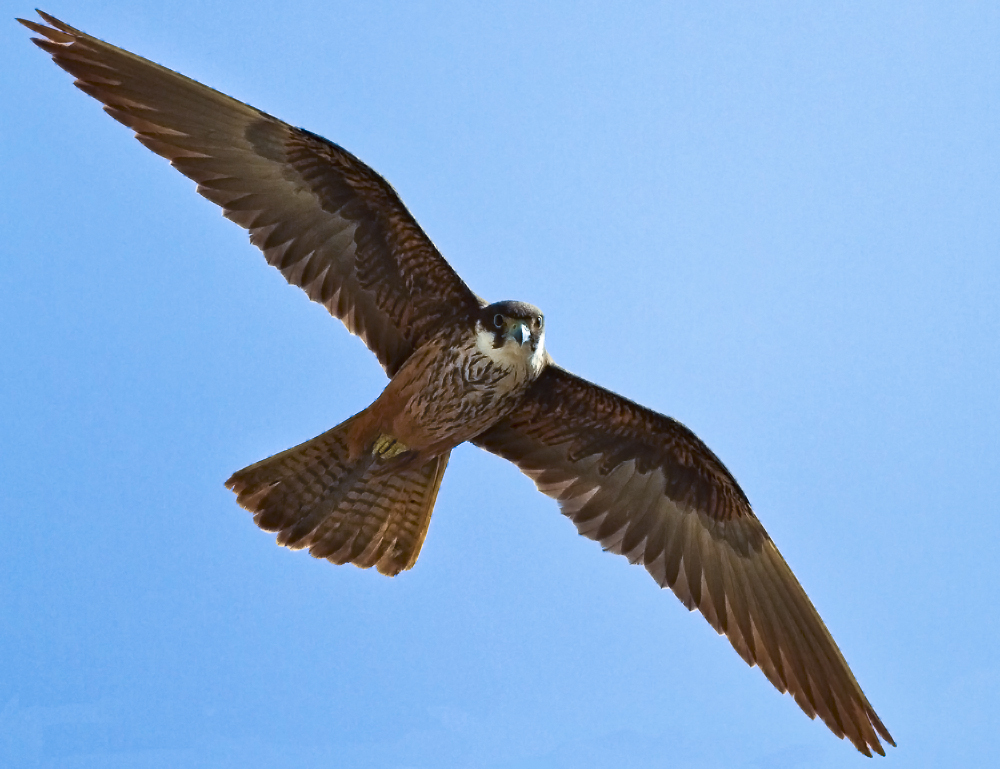
El halcón de Eleonora es un depredador presente en las islas del Mediterráneo.

Los adultos y los polluelos son vulnerables a los depredadores en las colonias de cría, contra lo que su única defensa es regurgitación de su aceite estomacal. Los paíños no pueden criar en las islas donde han sido introducidas las ratas, y los gatos asilvestrados con frecuencia los matan en Foula, en las islas Shetland. El visón americano, introducido en Europa, es un nadador potente que puede colonizar islas que se encuentren hasta a dos kilómetros de la costa. Los depredadores naturales del paíño europeo y otras aves marinas son los págalos y otras gaviotas grandes. La gaviota patiamarilla es una amenaza en el Mediterráneo, y el págalo grande en el Atlántico. Se estima que este págalo mata a unos 7.500 paíños al año en el archipiélago de San Kilda. Algunos gaviones en las islas del Atlántico se especializan en cazar polluelos por la noche, y los halcones peregrinos cazan adultos que vienen del mar. Tienen algunos depredadores más locales como el halcón de Eleonora en lugares como las islas Columbretes y las lechuzas de Baleares. Unas pocas lechuzas pueden esquilmar una colonia. Los mochuelos también son depredadores tanto de los adultos como de los jóvenes cuando están presentes.
Se encuentra al menos dos especies de ácaros de las plumas en los paíños europeos, estando Halipeurus pelagicus en densidades más altas que Philoceanus robertsi. También se encuentran generalmente en ellos la pulga Xenopsylla gratiosa y ácaros dermanísidos, y en menor cantidad también garrapatas. Todos estos parásitos chupadores de sangre retrasan la tasa de crecimiento de los polluelos y puede afectar a su tasa de supervivencia.
Los paíños europeos suelen estar libres de parásitos sanguíneos, incluso cuando están muy cerca de portadores como las gaviotas patiamarillas. Se ha sugerido que las aves marinas con largos periodos de incubación y longevidad prolongada tienen sistemas inmunes desarrollados para protegerles de los parásitos sanguíneos letales.

## Estado de conservación
Se estima que la población europea del paíño europeo en unas 430.000–510.000 parejas reproductivas o 1.290.000–1.530.000 de individuos lo que supone el 95% de la población mundial. La población total de la subespecie del Mediterráneo se estima entre 11.000 y 16.000 parejas reproductoras.
Aunque la población de la especie en la actualidad no parece sufrir un declive lo suficientemente rápido o grande como para cumplir los criterios de vulnerabilidad. Dado el gran tamaño de su población el paíño europeo es clasificado por la UICN como especie bajo preocupación menor. Los declives percibidos pueden deberse a la depredación de las gaviotas, los págalos y los mamíferos introducidos. La erradicación de las ratas protege a sus colonias y permite la recolonización de las islas limpias de ellas. La depredación de los paíños que anidan en las cuevas por parte de las gaviotas patiamarillas en Baleares se restringe a unos pocos individuos especializados en esta caza; lo que supone que los problemas pueden controlarse con sacrificios selectivos y cajas de plástico para el anidamiento.
Como atrapan su alimento en vuelo los paíños están menos afectados por los vertidos de petróleo que otras aves marinas, y además pueden usar su buen olfato para evitar las manchas, aunque un gran vertido cerca de una de sus colonias de cría podría tener serias consecuencias.

## En la cultura

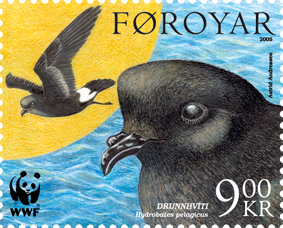
Sello de las islas Feroe.

Para los marineros anglosajones los paíños eran aves de mal agüero, y creían que presagiaban o atraían el mal tiempo. Una explicación más prosaica para su presencia durante los momentos de mal tiempo, es que, como la mayoría de aves oceánicas dependen del viento para ayudarles a volar, y cuando hay calma simplemente se quedan posados sobre el agua. También se pensaba que estas aves eran las almas de los marineros fallecidos, y que matar a uno de ellos traía mala suerte.
En 1901 el escritor ruso Máximo Gorki escribió el poema "Песня о Буревестнике" (La canción del paíño). El poema fue calificado como «el himno de batalla de la revolución» y por él Gorky se ganó el sobrenombre de «el paíño de la revolución». Varios grupos de anarquistas revolucionarios adoptaron el nombre de esta ave, como identificativo del grupo, como en la guerra civil española, o de sus publicaciones. Burevestnik (paíño en ruso) era el título de la revista de la Federación anarco-comunista de Rusia en el periodo de la revolución de 1905, y todavía es el nombre de una publicación del grupo londinense de la Federación anarquista. También en honor a Gorky y su obra, se puso el nombre de Burevestnik a varias instituciones, localidades y productos de la URSS.